# Nakayohi Mogudan
Nakayohi Mogudan es un mangaka japonés cuyas obras son de temática hentai. Sus doujinshi los firma como Teru Maruasa, mientras que en los encargos oficiales se da a conocer como Yukinobu Azumi. Mogudan es conocido por sus doujins de Evangelion, y por su participación en el diseño de personajes de los juegos Natsuiro no Apron y Brave Soul.
Es autor de Scrap do Princess, publicado en la revista Dragon Magazine. Además, hizo de ilustrador para la novela Cool Eru, editada bajo la colección de novelas que publica la editorial Dengeki Bunko.

## Doujinshis
- Revenge (1995)
- EvangeliMoon (1995)
- Rei: a Student Compilation (2000)
- Rei II (2002)
- Rei III (2003)
- Hira Hira Dokincho (1996)
- Super Sakura Tisen (1997)
- Sakura Gumi
- Akari House (1998)
- Soreyuke MurefinaSan (1998)
- Chou Soreyuke! Murefina San (1998)
- Chou Undoukai! Chou Akari House (1999)

## Juegos
- Brave Soul (diseño de personajes)
- Natsuiro no Apron (diseño de personajes)
- Hot Gimmick 3 Digital Surfing (ilustrador)
- Light Savior (ilustrador)

- Datos: Q3869994